# Herb Lidy
Herb Lidy – jeden z symboli Lidy nadany miastu przez króla Polski i wielkiego księcia litewskiego Zygmunta III Wazę 17 września 1590 i przywrócony 9 kwietnia 2002 decyzją Miejskiego Komitetu Wykonawczego Lidy.
Jest również herbem rejonu lidzkiego.

## Opis herbu
Tarcza barokowa podzielona słup. W prawym, czerwonym polu lew złoty zwrócony w prawo, w lewym, niebieskim polu dwa skrzyżowane złote klucze.

## Znaczenie
Brak jest danych co do znaczenia wszystkich symboli umieszczonych na herbie. Klucze w heraldyce można różnie interpretować, być może są to klucze piotrowe.

## Historia
Pierwszy herb Lidzie nadał król Polski i wielki książę litewski Zygmunt III Waza, wraz z nadaniem jej 17 września 1590 praw magdeburskich. Był to herb obowiązujący współcześnie. Na niektórych przedstawieniach historycznych jeden z kluczy jest złoty, a drugi srebrny. Herb Lidy należy do najstarszych herbów miejskich na Białorusi.
6 kwietnia 1845 cesarz rosyjski Mikołaj I Romanow nadał miastu nowy herb. Składał się on z dwóch pól, dziejących go w pas. W górnym znajdowała się srebrna pogoń na czerwonym (szkarłatnym) polu – herb guberni wileńskiej, w dolnym na zielonym polu snop oraz sierp, symbolizujące rolniczy charakter powiatu lidzkiego.
W II Rzeczypospolitej przywrócono przedrozbiorowy herb. Na jego przedstawieniach z 1920 lew jest srebrny.
Brak jest danych czy w czasach sowieckich Lida posiadała godło.
W niepodległej Białorusi, 9 kwietnia 2002, Miejski Komitet Wykonawczy Lidy postanowił przywrócić herb nadany przez Zygmunta III Wazę, jako mający trwałą wartość historyczną i kulturową. 30 maja 2002 herb został zarejestrowany w Rejestrze Herbowym Republiki Białorusi.

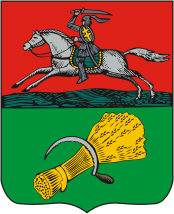
Herb nadany przez Mikołaja I
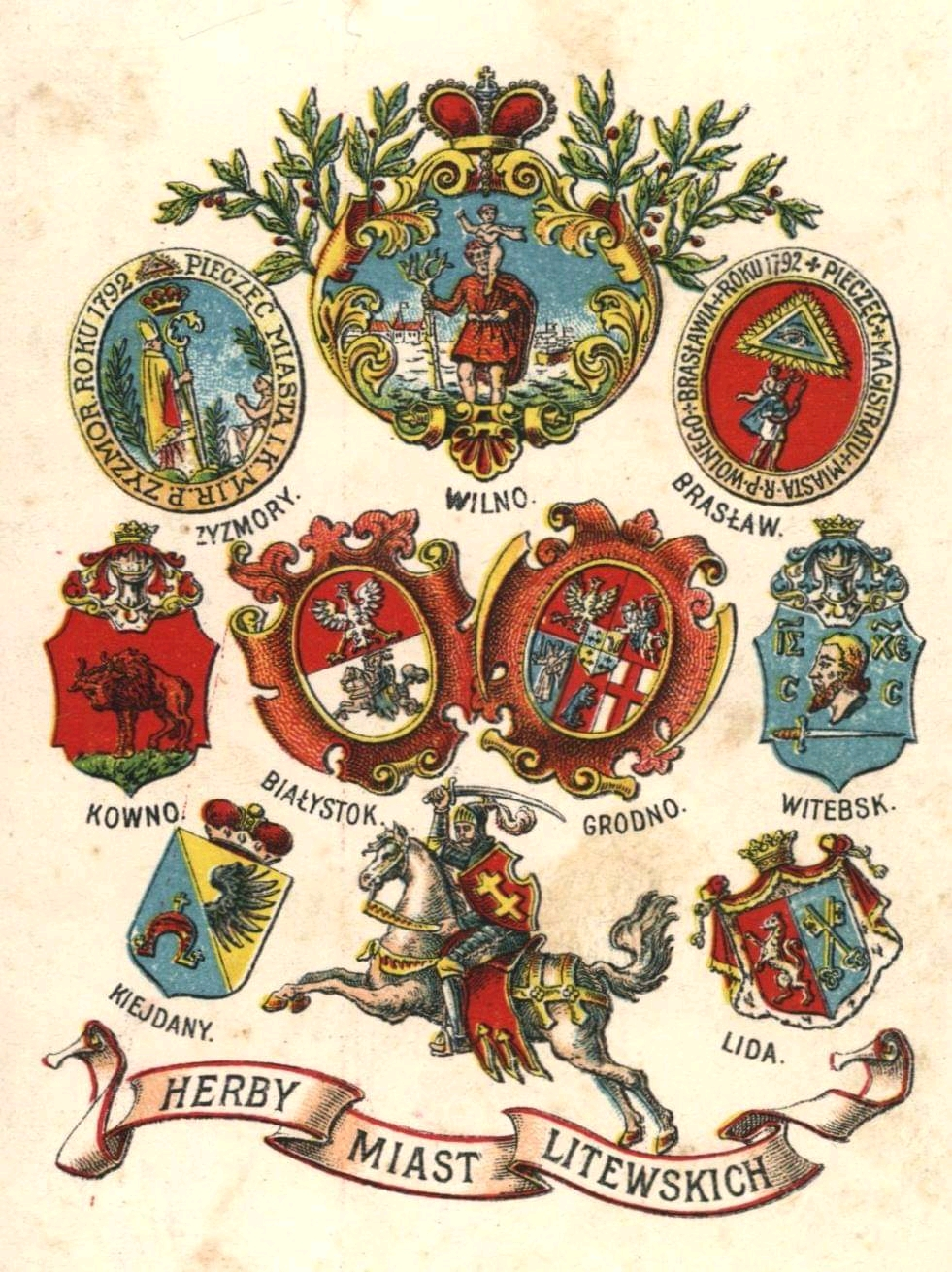
Herby miast litewskich w 1920
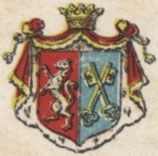
Herb ok. 1920